# Méasnes
Méasnes là một xã thuộc tỉnh Creuse trong vùng Nouvelle-Aquitaine miền trung nước Pháp. Xã này nằm ở khu vực có độ cao trung bình 362 mét trên mực nước biển.

## Địa lý
Là một khu vực nông trang gồm các làng có cự ly khoảng 17 dặm (27 km) về phía bắc Guéret tại giao lộ các tuyến đường D2, D4 và D22, tại ranh giới với tỉnh Indre. 

## Dân số
| 1962                                                        | 1968 | 1975 | 1982 | 1990 | 1999 | 2005 |
| ----------------------------------------------------------- | ---- | ---- | ---- | ---- | ---- | ---- |
| 734                                                         | 834  | 719  | 705  | 668  | 615  | 630  |
| Số liệu điều tra dân số từ năm 1962 Dân số chỉ tính một lần |      |      |      |      |      |      |

## Địa điểm nổi bật
- Nhà thờ St.Gervaix, từ thế kỷ 14.
- Phế tích lâu đài Lavaud.
- Lâu đài tại Plaix-Goliard.